# 제4회 전국동시지방선거
제4회 전국동시지방선거는 2006년 5월 31일 수요일에 실시된 선거이다. 본 선거에서 대한민국 지방의회의원 및 지방자치단체장을 선출하였다.

## 개요
- 투표일 : 2006년 5월 31일
- 투표내용 
  - 광역단체장: 16명
  - 기초단체장 230명
  - 광역의원: 773명 (지역구 655명 + 비례대표 78명)
  - 기초의원: 2,888명 (지역구 2,513명 + 비례대표 375명)

## 투표율
| 지역       | 투표율 |
| ---------- | ------ |
| 서울특별시 | 49.8%  |
| 부산광역시 | 48.5%  |
| 대구광역시 | 48.5%  |
| 인천광역시 | 44.3%  |
| 광주광역시 | 46.3%  |
| 대전광역시 | 49.4%  |
| 울산광역시 | 52.8%  |
| 경기도     | 46.7%  |
| 강원도     | 58.7%  |
| 충청북도   | 54.7%  |
| 충청남도   | 55.8%  |
| 전라북도   | 57.9%  |
| 전라남도   | 64.3%  |
| 경상북도   | 61.5%  |
| 경상남도   | 57.8%  |
| 제주도     | 67.3%  |
| 전국       | 51.6%  |

## 당선자
이하 당선자들은 2006년 7월 1일 취임식을 가졌다.

### 광역단체장
|  | 61.05% |

|  | 65.54% |

|  | 70.15% |

|  | 61.93% |

|  | 51.61% |

|  | 43.83% |

|  | 63.23% |

|  | 59.68% |

|  | 70.56% |

|  | 59.66% |

|  | 46.31% |

|  | 48.08% |

|  | 67.69% |

|  | 76.80% |

|  | 63.12% |

|  | 42.73% |

### 기초단체장
당선자수
| 정당 | 정당       | 당선자수 |
| ---- | ---------- | -------- |
|      | 열린우리당 | 19       |
|      | 한나라당   | 155      |
|      | 민주당     | 20       |
|      | 국민중심당 | 7        |
|      | 무소속     | 29       |
| 총합 | 총합       | 230      |

지역별 결과
| 지역       | 열린우리당 | 한나라당 | 민주당 | 국민중심당 | 무소속 | 계  |
| ---------- | ---------- | -------- | ------ | ---------- | ------ | --- |
| 서울특별시 |            | 25       |        |            |        | 25  |
| 인천광역시 |            | 9        |        |            | 1      | 10  |
| 경기도     | 1          | 27       |        |            | 3      | 31  |
| 강원도     |            | 18       |        |            |        | 18  |
| 대전광역시 |            | 5        |        |            |        | 5   |
| 충청남도   | 3          | 6        |        | 7          |        | 16  |
| 충청북도   | 4          | 5        |        |            | 3      | 12  |
| 광주광역시 |            |          | 5      |            |        | 5   |
| 전라남도   | 5          |          | 10     |            | 7      | 22  |
| 전라북도   | 4          |          | 5      |            | 5      | 14  |
| 부산광역시 |            | 15       |        |            | 1      | 16  |
| 대구광역시 |            | 8        |        |            |        | 8   |
| 울산광역시 |            | 4        |        |            | 1      | 5   |
| 경상남도   | 2          | 14       |        |            | 4      | 20  |
| 경상북도   |            | 19       |        |            | 4      | 23  |
| 합계       | 19         | 155      | 20     | 7          | 29     | 230 |

### 광역의원
정당별 결과
| 정당       | 지역구 | 비례대표 | 총 당선자수 |
| ---------- | ------ | -------- | ----------- |
| 열린우리당 | 33     | 19       | 52          |
| 한나라당   | 518    | 39       | 557         |
| 민주당     | 71     | 9        | 80          |
| 민주노동당 | 5      | 10       | 15          |
| 국민중심당 | 13     | 2        | 15          |
| 무소속     | 14     |          | 14          |
| 총합       | 655    | 78       | 733         |

지역별 결과
| 지역 | 열린우리당 | 한나라당 | 민주당 | 민주노동당 | 국민중심당 | 무소속 | 계  |
| ---- | ---------- | -------- | ------ | ---------- | ---------- | ------ | --- |
| 서울 | 2          | 102      | 1      | 1          |            |        | 106 |
| 인천 | 1          | 32       |        |            |            |        | 33  |
| 경기 | 2          | 115      | 1      | 1          |            |        | 119 |
| 강원 | 2          | 36       |        | 1          |            | 1      | 40  |
| 대전 | 1          | 17       |        |            | 1          |        | 19  |
| 충남 | 3          | 21       |        |            | 14         |        | 38  |
| 충북 | 2          | 27       |        |            |            | 2      | 31  |
| 광주 | 1          |          | 18     |            |            |        | 19  |
| 전남 | 3          |          | 46     | 1          |            | 1      | 51  |
| 전북 | 22         |          | 13     | 1          |            | 2      | 38  |
| 부산 | 1          | 45       |        | 1          |            |        | 47  |
| 대구 | 1          | 28       |        |            |            |        | 29  |
| 울산 |            | 15       |        | 4          |            |        | 19  |
| 경남 | 1          | 47       |        | 2          |            | 3      | 53  |
| 경북 | 1          | 50       |        | 1          |            | 3      | 55  |
| 제주 | 9          | 22       | 1      | 2          |            | 2      | 36  |
| 합계 | 52         | 557      | 80     | 15         | 15         | 14     | 733 |

지역별 정당득표
| 지역 | 열린우리당         | 한나라당            | 민주당            | 민주노동당         | 국민중심당      | 시민당        | 한미준        | 희망사회당     | 합계       |
| ---- | ------------------ | ------------------- | ----------------- | ------------------ | --------------- | ------------- | ------------- | -------------- | ---------- |
| 서울 | 837,329            | 2,243,473           | 409,801           | 391,209            | 19,522          | 7,583         | 5,112         | 9,642          | 3,923,671  |
| 인천 | 175,031            | 490,415             | 58,864            | 116,147            |                 |               |               | 7,256          | 847,713    |
| 경기 | 814,896            | 2,149,158           | 235,954           | 396,113            | 29,908          |               |               | 23,231         | 3,649,260  |
| 강원 | 165,785            | 412,791             |                   | 84,180             |                 |               |               |                | 662,756    |
| 대전 | 139,436            | 243,789             |                   | 46,074             | 96,026          |               |               |                | 525,325    |
| 충남 | 164,462            | 336,622             |                   | 70,469             | 241,863         |               |               |                | 814,416    |
| 충북 | 176,206            | 325,155             |                   | 74,303             | 24,855          |               |               |                | 600,519    |
| 광주 | 131,433            | 21,907              | 228,531           | 76,569             |                 |               |               | 4,469          | 462,909    |
| 전남 | 215,129            | 53,116              | 553,336           | 119,613            |                 |               |               |                | 941,194    |
| 전북 | 318,578            | 61,787              | 302,373           | 119,771            |                 |               |               |                | 802,509    |
| 부산 | 266,735            | 891,119             | 27,159            | 170,597            |                 |               |               |                | 1,355,610  |
| 울산 | 60,282             | 240,638             |                   | 110,172            |                 |               |               |                | 411,092    |
| 경남 | 242,988            | 855,777             |                   | 241,877            |                 |               |               |                | 1,340,642  |
| 대구 | 113,543            | 700,790             |                   | 80,755             | 7,780           |               |               |                | 902,868    |
| 경북 | 161,452            | 937,104             | 25,431            | 110,872            | 16,820          |               |               |                | 1,251,679  |
| 제주 | 72,082             | 122,713             | 21,790            | 54,330             |                 |               |               |                | 270,915    |
| 전국 | 4,056,340 (21.62%) | 10,086,354 (53.76%) | 1,863,239 (9.93%) | 2,263,051 (12.06%) | 436,774 (2.33%) | 7,583 (0.04%) | 5,112 (0.03%) | 44,598 (0.24%) | 18,763,078 |

### 기초의원
| 정당 | 정당       | 지역구 | 비례대표 | 합계 |
| ---- | ---------- | ------ | -------- | ---- |
|      | 열린우리당 | 543    | 87       | 630  |
|      | 한나라당   | 1401   | 220      | 1621 |
|      | 민주당     | 233    | 43       | 276  |
|      | 민주노동당 | 52     | 14       | 66   |
|      | 국민중심당 | 56     | 11       | 67   |
|      | 무소속     | 228    | -        | 228  |
| 총합 | 총합       | 2513   | 375      | 2888 |

## 최종 결과
노무현 대통령의 지지율이 10~20%대를 상회하던 레임덕 기간이 치러진 선거였고, 모두의 예상대로 선거는 한나라당의 압승으로 끝났다. 한나라당은 TK, PK, 강원도 뿐만 아니라 기존 열세지역이라고 불렸던 수도권까지 모두 60%의 지지율을 받으며 압승을 거뒀다. 반면 열린우리당은 기초단체장 19석, 광역자치단체장 1석이라는 여당이라고는 믿기지 않을정도의 처참한 패배를 맛봐야했다. 전라남도를 기반으로 한 민주당에까지 밀리며 열린우리당은 제3당으로 밀려났다. 이 여파로 열린우리당은 몰락의 길을 걷기 시작했고, 정동영과 천정배, 김한길 등 당내 주요 인사들이 당을 탈당하면서 열린우리당이 무너지는 결과를 낳았다. 그러나 열린우리당은 기존 열세지역이었던 TK, PK권에서 2002년 지선에 비해 어느정도 득표율을 늘리며 유의미한 결과를 보였다. 특히 충청도 지역에서는 범야권의 분열로 열린우리당과 한나라당 후보가 접전을 치르기도 하였다. 정당 득표율로 따지면 진보정당이 43.6%를 득표해, 그렇게 나쁘지는 않은 결과를 낳았다.
한나라당은 53.8%를 득표해 역사상 가장 높은 지지를 기록했으며, 충청도와 전라도를 제외한 모든 지역에서 압도적 차이로 열린우리당을 찍어 누르는 결과를 보였다. 특히 수도권에서는 5지역을 제외한 모든 지역의 기초단체장을 차지하는 최고의 승리를 거뒀다. 그러나 충청도에서는 국민중심당과의 분열로 인해 기대할만한 성과를 내지는 못했으며, 경남지역에서는 후보들의 득표율이 줄어들기도 하였다. 그럼에 불구하고 한나라당은 전체 16명 기초단체장중 12명을 차지해 2007년 대선과 2008년 총선에서의 압승의 전초석을 다졌다.
심대평 대표의 국민중심당은 충청권을 중심으로 선전했지만, 당초 기대했던 충청남도 지사직 확보에는 실패했다. 이후 국민중심당은 이회창과 연합해 자유선진당을 창당하였다.
민주노동당은 2002년 선거에 비해 그다지 큰 돌풍을 일으키지는 못했으나, 경상남도 등 동남권 지역에서는 열린우리당을 제치고 2위의 득표율을 보이는 등 기대 이상의 성과를 냈다. 하지만 당 내부의 파벌 싸움이 심화되어 2년도 가지 못하고 진보신당과 민주노동당으로 쪼개지게 되었다.

### 부산 금정구 마선거구
부산광역시 금정구 구의원이었던 박상규는 5월 12일 실종되었다. 박상규의 가족은 5월 16일 그의 실종신고를 하고 선거사무장과 함께 대리로 금정구 마 선거구 구의원 후보로 등록하였다. 선거 결과 박상규는 3위 득표를 하여 당선자로 결정되었다. 하지만 6월 10일 그의 사체가 발견되었는데, 그는 실종된 당일인 5월 12일 사망한 것으로 추정되었다.
4위 득표를 한 김현철은 박상규의 당선 결정을 취소하고 자신을 당선자로 결정해달라는 취지로 금정구선관위원장에게 소송을 했지만 패소했다. 금정구선관위는 이듬해 12월 19일에 재선거를 하였다.